# Los Angeles Gladiators
Los Angeles Gladiators (L.A. Gladiators) est une équipe américaine de sport électronique basée à Los Angeles, en Californie, qui participe à l'Overwatch League (OWL) en tant que membre de la division Pacifique de la ligue. Fondé en 2017, L.A. Gladiators est l’une des douze franchises fondatrices de l’OWL et l’une des deux équipes professionnelles Overwatch basées à Los Angeles, avec les Los Angeles Valiant. L’équipe appartient à Stan Kroenke et Josh Kroenke de Kroenke Sports & Entertainment.
David « dpei » Pei a été nommé premier entraîneur principal de l'équipe et a conduit les Gladiators aux play-offs de fin de stage 3, aux play-offs de fin de stage 4 et aux quarts de finale des play-offs finaux en 2018.

## Histoire de la franchise

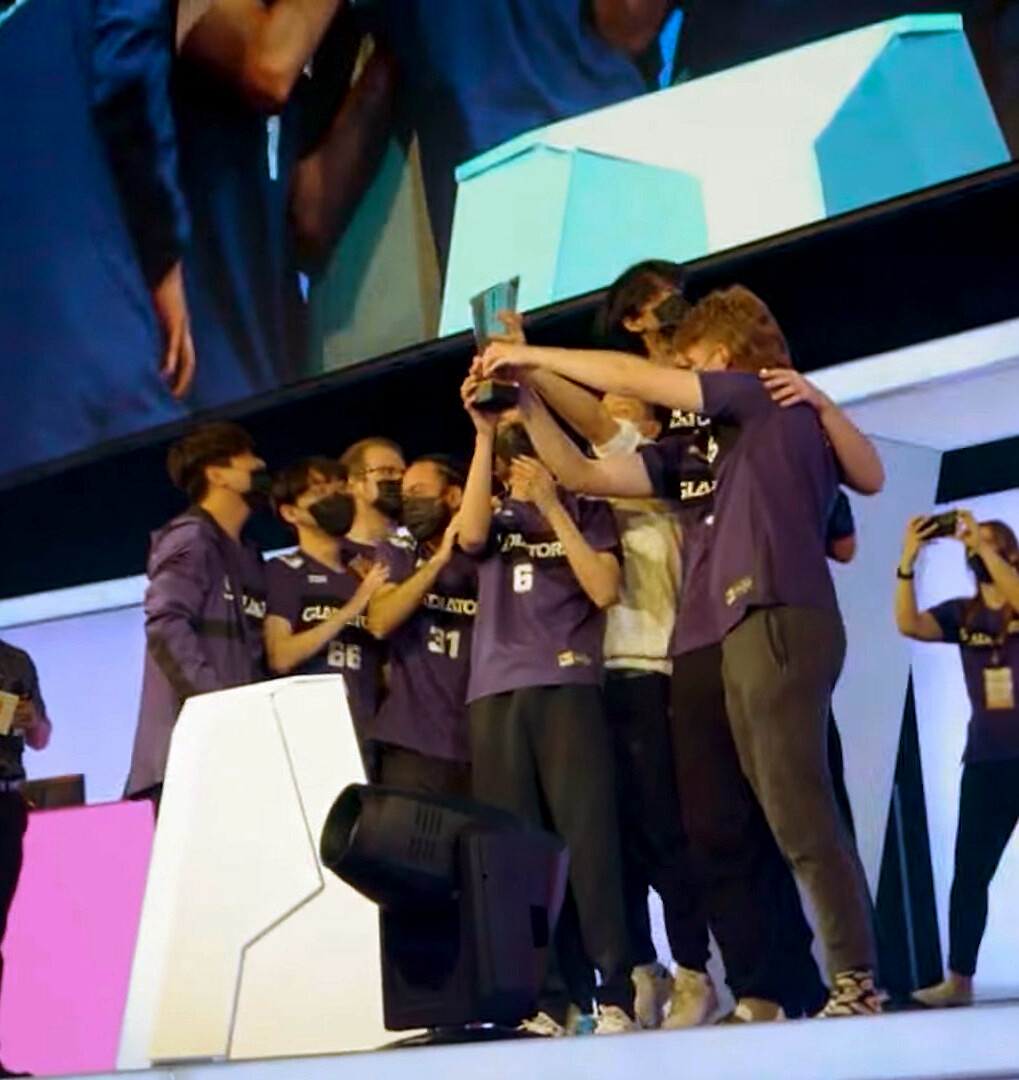
Les joueurs des Gladiators tiennent le trophée du Kickoff Clash 2022

### Création d'équipe: Rejoindre la ligue Overwatch
Le 10 août 2017, Blizzard a officiellement annoncé que KSE Esports, détenue par Stan Kroenke et Josh Kroenke, avait acquis la franchise Overwatch League basée à Los Angeles,. Le 2 novembre, en tant que douzième et dernière franchise à dévoiler leur image de marque, l'équipe a révélé que la franchise s'appellerait Los Angeles Gladiators, tout en annonçant officiellement qu'ils s'étaient associés au Phoenix 1 de Rob Moore (en) (plus tard renommé Sentinels après le partenariat) pour aider à gérer les opérations de l'équipe. Dans la même annonce, ils ont dévoilé leur composition initiale de sept joueurs pour la saison inaugurale et ont révélé que les joueurs avaient été choisis dans un groupe d'agences professionnelles d'e-sport Overwatch pour s'adapter à un style de jeu « agressif et amusant » que l'équipe espérait adopter pour refléter sa personnalité,.

### Saison inaugurale
Début décembre 2017, les Gladiators ont pris part à la première pré-saison de l'Overwatch League au cours de laquelle ils ont battu les London Spitfire, avant de perdre face aux Los Angeles Valiant, leur rival géographique. Peu de temps après, le 10 janvier 2018, les Gladiators ont entamé leur première saison régulière. Leur premier match était une victoire 4-0 sur les Shanghai Dragons. Ils ont terminé la première étape avec un ratio de quatre victoires pour six défaites et à la 8e place.
À l'approche de l'étape 2, l'équipe a annoncé le transfert du joueur de tank Baek « Fissure » Chan-hyung de London Spitfire. À la suite de l’acquisition de Fissure, l’équipe a terminé l’étape à la cinquième place avec un bilan de six victoires pour quatre défaites, dont une victoire 4 à 0 sur Los Angeles Valiant.
Entre les étapes 2 et 3, les Gladiators ont acquis Ted « silkthread » Wang aux Los Angeles Valiant et Kang « Void » Jun-woo de Kongdoo Panthera,. Cependant, les problèmes de visa ont empêché Void de jouer l'entièreté de l'étape 3. Les Gladiators ont terminé la troisième étape avec une fiche de 6–4 à la quatrième place, ce qui, à partir de la troisième étape, était la place pour accéder aux demi-finales des play-offs de fin de stage. Boston Uprising, classé au premier rang, invaincu au cours de la troisième étape, a choisi les Gladiators comme adversaire de leur premier tour. Le 6 mai, Uprising a balayé les Gladiators 3–0.
Les Gladiators, qui utilisent maintenant régulièrement Void dans leur équipe après l’approbation de son visa, ont terminé avec un ratio de 9-1 meilleur ratio de la Ligue, au stage 4, incluant une défaite contre New York Excelsior, champion du stage précédent. Cependant, l’équipe choisirait de manière inattendue Los Angeles Valiant, deuxième tête de série, comme adversaire en demi-finale. Los Angeles Valiant allait par la suite vaincre les Gladiators en demi-finale des play-offs de fin de stage 4 par un score de 3–2. Ils ont terminé la saison avec une fiche de 25-15, bons pour la quatrième place et une place en play-offs finaux où ils ont affronté les London Spitfire en match de barrage.
Le 11 juillet, le premier jour des play-offs finaux, les Gladiators (4e tête de série) ont pris les devants 1-0 dans la série après avoir vaincu la cinquième tête de série Spitfire 3-0 lors de leur tout premier match des séries éliminatoires. Les Gladiators ont fait la une des journaux en annonçant de manière surprenante le jour du premier match que le tank principal Fissure serait mis sur le banc en faveur de Luis « iRemiix » Galarza Figueroa,. Plus tard le même jour, Fissure a été révélé par Blizzard comme finaliste pour le titre de MVP pour la première saison de l'Overwatch League. Deux jours plus tard, les Gladiators ont été éliminés des play-offs finaux après que les London Spitfire les aient écartés lors des matches aller-retour pour remporter la série 2–1.
Pendant l'intersaison, les Gladiateurs ont annoncé le départ de Fissure, qui a été transféré vers Séoul Dynasty. Le DPS Surefour, le tank Bischu et le  soutien BigGoose représenteraient l’équipe lors du tout premier week-end All-Star de l'Overwatch League. Les Gladiators libéreront plus tard les joueurs DPS Asher et Silkthread, ainsi que le Main principal iRemiix. Le 25 octobre 2018, les Gladiators ont entamé leur préparation pour la saison 2019 en annonçant la signature du joueur de tank principal Gye « r0ar » Chang-hoon et du joueur de DPS Jang « Decay » Gui-un. Les deux avaient déjà concouru pour Kongdoo Panthera, où ils ont terminé deuxièmes des Overwatch Contenders Korea.

## Nom, logo et couleurs
Le 2 novembre 2017, la marque Los Angeles Gladiators a été officiellement dévoilée. Le nom et le logo, une tête de lion rugissante sur un bouclier détérioré par le combat, ont été sélectionnés dans l’esprit des superstars des sports et du divertissement (ainsi que du Los Angeles Memorial Coliseum), les gladiateurs de la Rome antique, « faire le sacrifice ultime a capturé les cœurs de millions de personnes de tous les milieux pendant des siècles ». Poursuivant sur le thème des gladiateurs, les couleurs de l’équipe ont été annoncées en violet et blanc, inspirées des couleurs royales des empereurs romains pour lesquels les gladiateurs se sont battus. En outre, le logo écrit a été révélé avec une couleur contrastante utilisée intentionnellement pour les lettres liées L et A dans « Gladiators », afin de mettre en évidence l'emplacement de l'équipe à Los Angeles.
En complément de leur image de marque, les Gladiators ont commencé à utiliser le slogan « Shields up » sur les résaux sociaux, évoquant peut-être l'utilisation fréquente de boucliers par les anciens gladiateurs romains comme moyen de défense. En conséquence, les fans de l'équipe ont souvent scandé « Shields up » lors des matchs de l'équipe. Quand on lui a demandé ce que le slogan signifiait pour lui dans une interview, l'entraîneur-chef David « dpei » Pei a déclaré : « C'est un peu comme défendre votre équipe, c'est comme être là pour votre équipe... Je pense que c'est ce qui résume bien le slogan des Gladiators : « se protéger » »

## L'équipe

### Joueurs actuels
| N° | Pseudo   | Nom                 | Nationalité  | Rôle    | Arrivée          |
| -- | -------- | ------------------- | ------------ | ------- | ---------------- |
| 52 | Shaz     | Jonas Suovaara      | Finlande     | Support | 2 novembre 2017  |
| 0  | BigG00se | Benjamin Isohanni   | Finlande     | Support | 2 novembre 2017  |
| 16 | SPACE    | Indy Halpern        | États-Unis   | Tank    | 23 octobre 2019  |
| 2  | OGE      | Minseok Son         | Corée du Sud | Tank    | 29 octobre 2019  |
| 20 | birdring | Kim Ji-hyeok        | Corée du Sud | DPS     | 6 novembre 2019  |
| 7  | MirroR   | Chris Trịnh         | Viêt Nam     | DPS     | 12 novembre 2019 |
| 31 | Bischu   | Hyungseok Aaron Kim | Corée du Sud | Tank    | 15 novembre 2019 |
| 27 | LhCloudy | Roni Tiihonen       | Finlande     | Tank    | 4 décembre 2019  |
| 77 | Jaru     | Jason White         | États-Unis   | DPS     | 12 décembre 2019 |
| 18 | kevster  | Kevin Persson       | Suède        | DPS     | 16 juin 2020     |

### Organisation
| Pseudo    | Nom            | Nationalité | Rôle                      |
| --------- | -------------- | ----------- | ------------------------- |
| Stan      | Stan Kroenke   | États-Unis  | Copropriétaire            |
| Josh      | Josh Kroenke   | États-Unis  | Copropriétaire            |
| Rubonez   | Alex Rubens    | États-Unis  | Assistant à la direction  |
| bsuh      | Brenda Suh     | États-Unis  | Directrice des opérations |
| dpei      | David Pei      | États-Unis  | Coach                     |
| Faustus   | James Frye     | États-Unis  | Assistant coach           |
| face      | Sam Merewether | Australie   | Assistant coach           |
| CurryShot | Rohit Nathani  | États-Unis  | Coach stratégique         |
| Andrew    | Andrew Kim     | États-Unis  | Coordinateur de l'équipe  |

### Anciens membres
| N° | Pseudo     | Nom                    | Nationalité  | Rôle    | Départ           | Note                   |
| -- | ---------- | ---------------------- | ------------ | ------- | ---------------- | ---------------------- |
| 2  | Sideshow   | Josh Wilkinson         | Angleterre   | DPS     | 20 juin 2020     | → NC                   |
| 12 | Paintbrush | Nolan Edwards          | États-Unis   | Support | 7 juin 2020      | → Dallas Fuel          |
| 98 | Panker     | Byungho Lee            | Corée du Sud | Tank    | 4 décembre 2019  | → Phase 2              |
| 57 | Void       | Junwoo Kang            | Corée du Sud | Tank    | 25 novembre 2019 | → Shanghai Dragons     |
| 4  | Surefour   | Lane Roberts           | Canada       | DPS     | 4 novembre 2019  | → Toronto Defiant      |
| 17 | Decay      | Guiun Jang             | Corée du Sud | DPS     | 26 octobre 2019  | → Dallas Fuel          |
| 12 | Ripa       | Riku Toivanen          | Finlande     | Support | 18 octobre 2019  | → British Hurricane    |
| 99 | Hydration  | João Pedro Goes Telles | États-Unis   | Flex    | 18 octobre 2019  | → Houston Outlaws      |
| 37 | rOar       | Chang-hoon Gye         | Corée du Sud | Tank    | 17 octobre 2019  | → Washington Justice   |
| 9  | silkthread | Ted Wang               | États-Unis   | DPS     | 31 août 2018     | → départ à la retraite |
| 1  | Asher      | Junsung Choi           | Corée du Sud | DPS     | 31 août 2018     | → Toronto Defiant      |
| 24 | iRemiix    | Luis Galarza Figueroa  | Porto Rico   | Tank    | 31 août 2018     | → Skyfoxes             |
| 22 | Fissure    | Chanhyung Baek         | Corée du Sud | Tank    | 20 août 2018     | → Seoul Dynasty        |

## Résultats
| Saison | Matchs joués | Match gagnés | Matchs perdus | Pourcentage de victoire | Cartes gagnées | Cartes perdues | Cartes nulles | Différentiel de cartes | Classement (dans la ligue) | Finales         |
| ------ | ------------ | ------------ | ------------- | ----------------------- | -------------- | -------------- | ------------- | ---------------------- | -------------------------- | --------------- |
| 2018   | 40           | 25           | 15            | 62,5%                   | 96             | 72             | 3             | +24                    | 4e (sur 12)                | 5e/6e           |
| 2019   | 28           | 17           | 11            | 60,7%                   | 67             | 48             | 3             | +19                    | 5e (sur 20)                | 5e/6e           |
| 2020   | 21           | 11           | 10            | 52,4%                   | 43             | 39             | 5             | -4                     | 9e (sur 20)                | Non sélectionné |

### Récompenses individuelles
Sélections pour l’événement All-Star
- BigGoose (Benjamin Isohanni) – 2018
- Fissure (Baek Chan-hyung) – 2018
- Surefour (Lane Roberts) – 2018
- Bischu (Aaron Kim) – 2018
- Decay (Jang Gui-un) – 2019
- Space (Indy Halpern) – 2020
- Birdring (Ji-heyok Kim) – 2020

## Équipe académique
Le 15 février 2018, les Gladiators ont officiellement annoncé que leur équipe académique porterait le nom de « Gladiators Legion » pour l’Overwatch Contenders North America, ligue mineure de l'Overwatch League, tout en dévoilant leur alignement de six joueurs sous la conduite de l'entraîneur Gannon « RaptorZ » Nelson.
En Saison 1, l’équipe a obtenu une 5-8e place après avoir perdu 2 à 3 contre l’OpTic Academy, l’équipe de l’académie des Houston Outlaws, en quarts de finale des séries éliminatoires.
L'équipe est dissoute le 4 décembre 2019.